# Javier Esparza Estaun
Francisco Javier Esparza Estaun (27 de abril de 1964-) es un informático teórico español. Es profesor en la Universidad Técnica de Múnich.

## Datos biográficos
Esparza Estaun es licenciado en Física Teórica por la Universidad de Zaragoza (1987) y Doctor en Ciencias de la Computación (1990) por la misma universidad. En 1994 consiguió la habilitación en Ciencias de la Computación en la Universidad de Hildesheim (Alemania).
Ha sido asistente investigador en la Universidad de Hildesheim (1990), investigador por la Universidad de Edimburgo (1993), profesor asociado de la Universidad Técnica de Múnich (1994), profesor de la Universidad de Edimburgo (2001), profesor de Fiabilidad y Seguridad de Software de la Universidad de Stuttgart (2003) y profesor de Fiabilidad de Software y Teoría de la Computación de la Universidad Técnica de Múnich (2007).

## Publicaciones
- Pueden consultarse numerosas publicaciones de Javier Esparza Estaun en Google Scholar.;[3]
- Pueden consultarse las publicaciones de Javier Esparza en su Curriculum Vitae accesible en la ficha personal de Universidad Técnica de Munich.[1]